# Amblyceps torrentis
Amblyceps torrentis е вид лъчеперка от семейство Amblycipitidae.

## Разпространение
Видът е разпространен в Индия (Манипур).

## Описание
На дължина достигат до 9,6 cm.